# Bazimen Shuiku
Bazimen Shuiku är en reservoar i Kina. Den ligger i provinsen Hubei, i den centrala delen av landet, omkring 130 kilometer nordväst om provinshuvudstaden Wuhan. Bazimen Shuiku ligger 185 meter över havet. Arean är 2,2 kvadratkilometer. I omgivningarna runt Bazimen Shuiku växer i huvudsak blandskog. Den sträcker sig 3,9 kilometer i nord-sydlig riktning, och 3,7 kilometer i öst-västlig riktning.
Genomsnittlig årsnederbörd är 1 226 millimeter. Den regnigaste månaden är september, med i genomsnitt 179 mm nederbörd, och den torraste är december, med 15 mm nederbörd.